# Motovun
Motovun (italienska: Montona) är en bergsby som ligger i inlandet av den kroatiska landsdelen Istrien och har ett invånartal på ca 500.[källa behövs] Kommunen har 1 001 invånare (2011).

## Historia
Motovun grundades på platsen där tidigare den antika staden Kastelijer låg. Byn, liksom den istriska kusten, tillhörde Republiken Venedig från 1278 till 1849 och därefter Habsburgska riket, Österrike-Ungern och Jugoslavien. Inom Jugoslavien tillhörde staden och landsdelen delstaten Kroatien. 

## Kultur
Byn är känd för sin årliga filmfestival, Motovuns filmfestival, samt för den istriska tryffeln. Byn besöks årligen av tusentals turister.

## Externa länkar

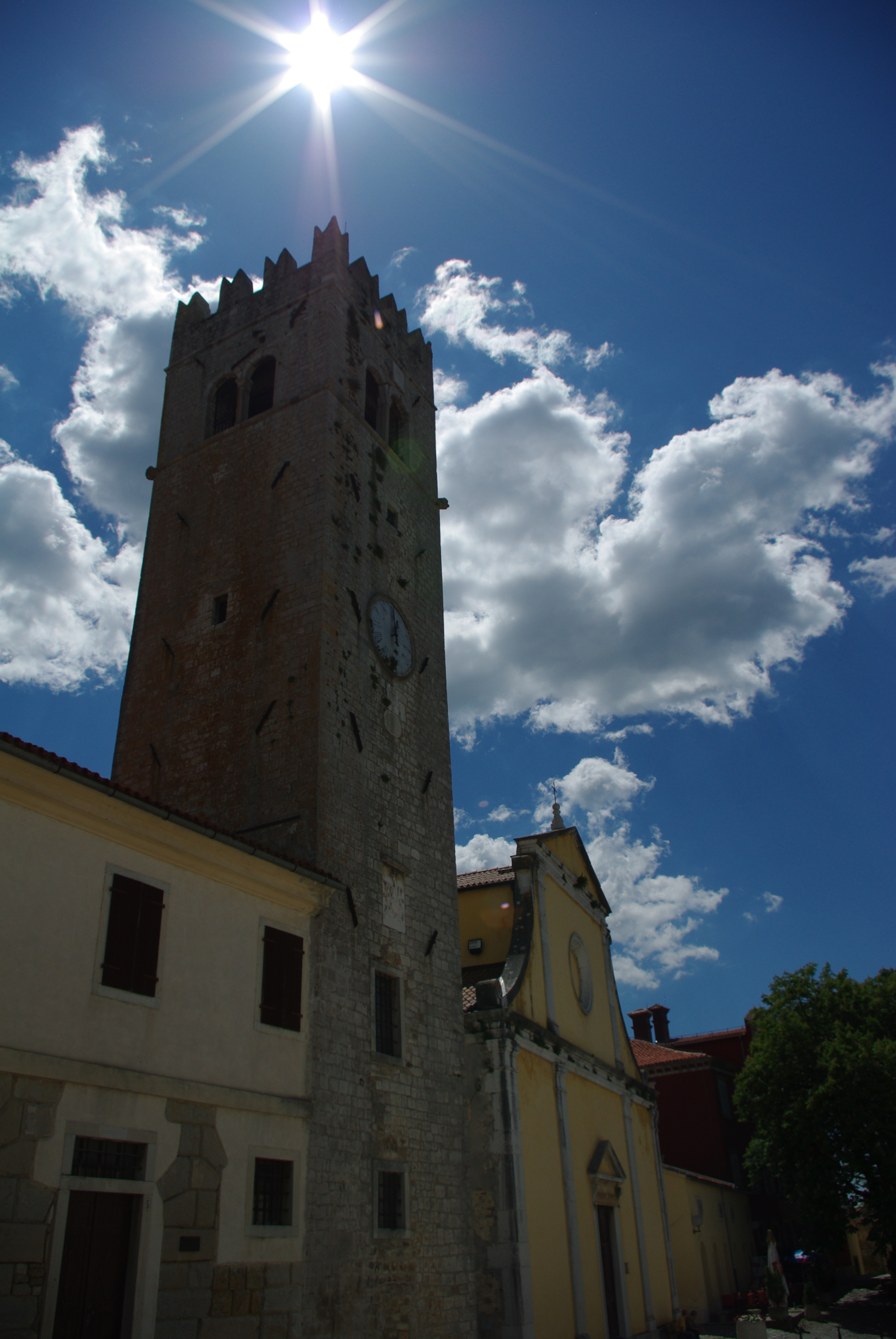
Gamla kyrkan i Motovun.

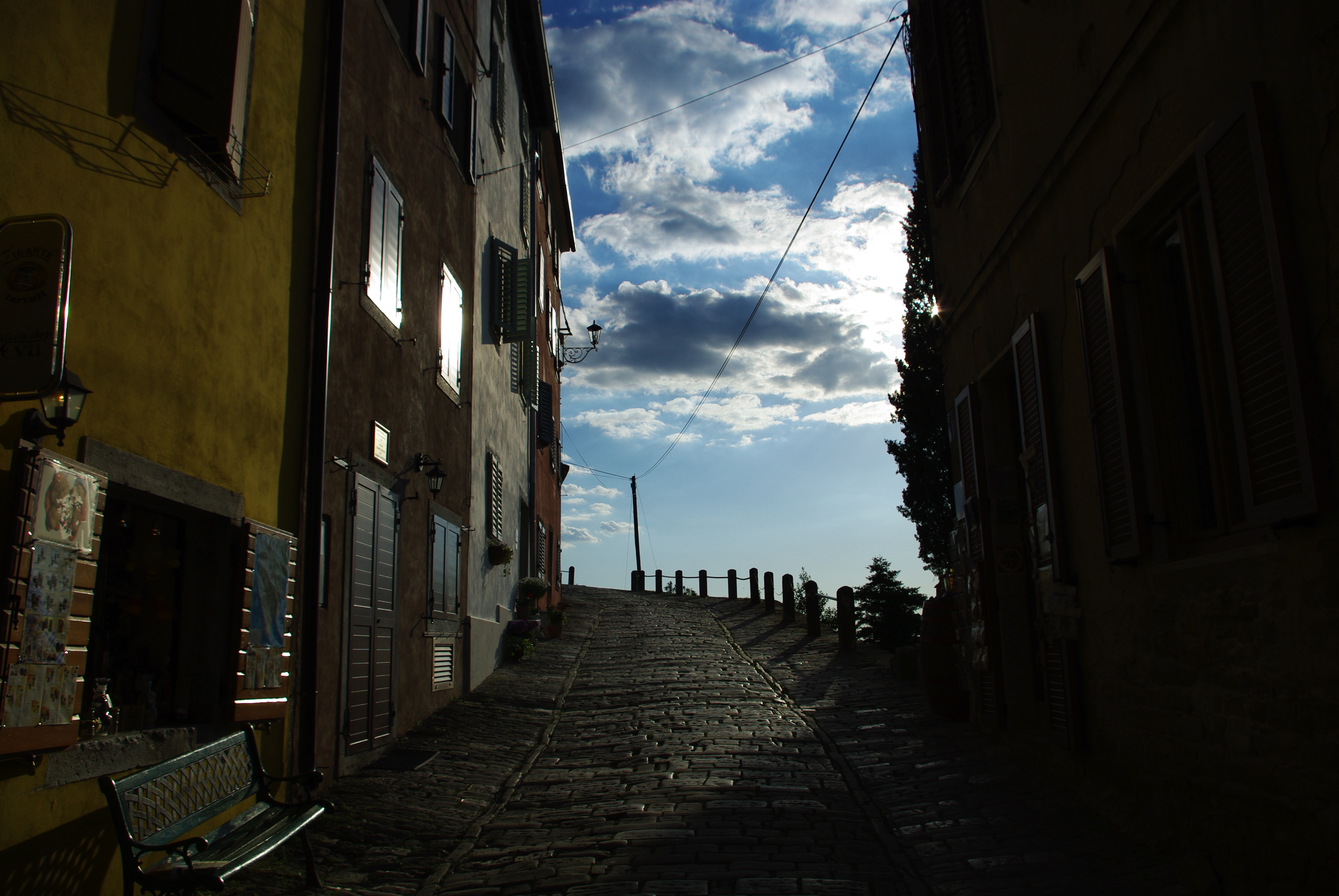
En gata i Motovun.

## Kända personer från Motovun
- Mario Andretti